# Киттендорф
Киттендорф (нем. Kittendorf) — община в Германии, в земле Мекленбург-Передняя Померания.
Входит в состав района Деммин. Подчиняется управлению Штафенхаген.  Население составляет 365 человек (на 31 декабря 2010 года). Занимает площадь 21,11 км².
Коммуна подразделяется на 5 сельских округов.